# Forum der Kulturen
Das Internationale Forum der Kulturen ist eine Veranstaltung, die den Dialog zwischen den Kulturen fördern soll und eine globale Diskussion über Nachhaltigkeit, kulturelle Vielfalt und Frieden auf der Welt anstoßen soll.
Das erste Forum der Kulturen fand 2004 in Barcelona statt, das zweite vom 20. September bis zum 8. Dezember 2007 in Monterrey (Mexiko). 

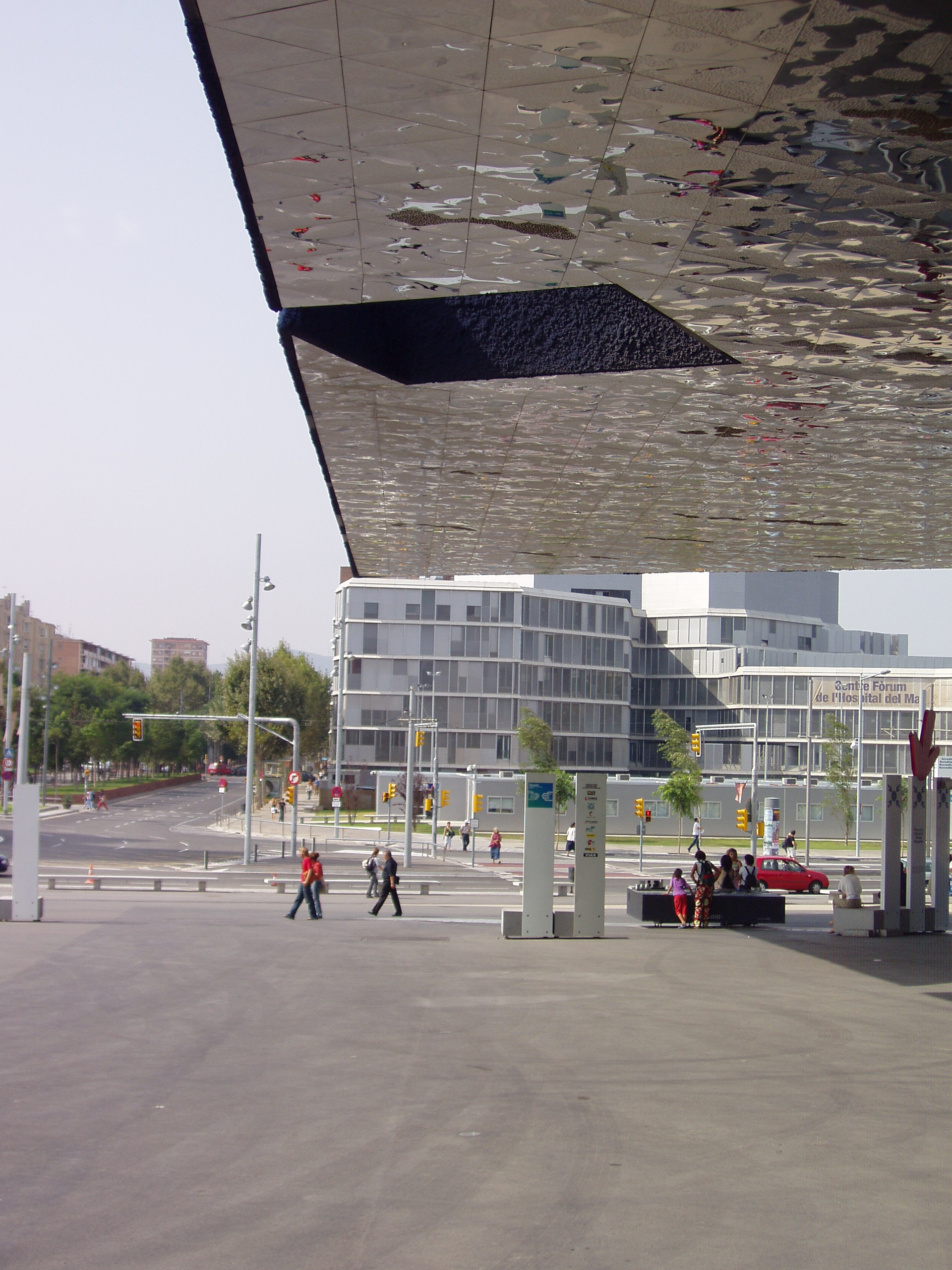
Vor dem Haupteingang des Forum 2004

## Forum 2004 in Barcelona
Das erste Forum fand vom 9. Mai bis zum 26. September in Barcelona statt. Es wurde von der Stadtverwaltung Barcelonas, der katalanischen Regierung (Generalitat de Catalunya), der spanischen Regierung und der UNESCO getragen. Insgesamt nahmen 146 Nichtregierungsorganisation teil. Das Forum wird wesentlich mit dem damaligen Bürgermeister Barcelonas, Joan Clos, in Verbindung gebracht. Es war als eine weitere große Veranstaltung nach den Olympischen Spielen 1992 gedacht.

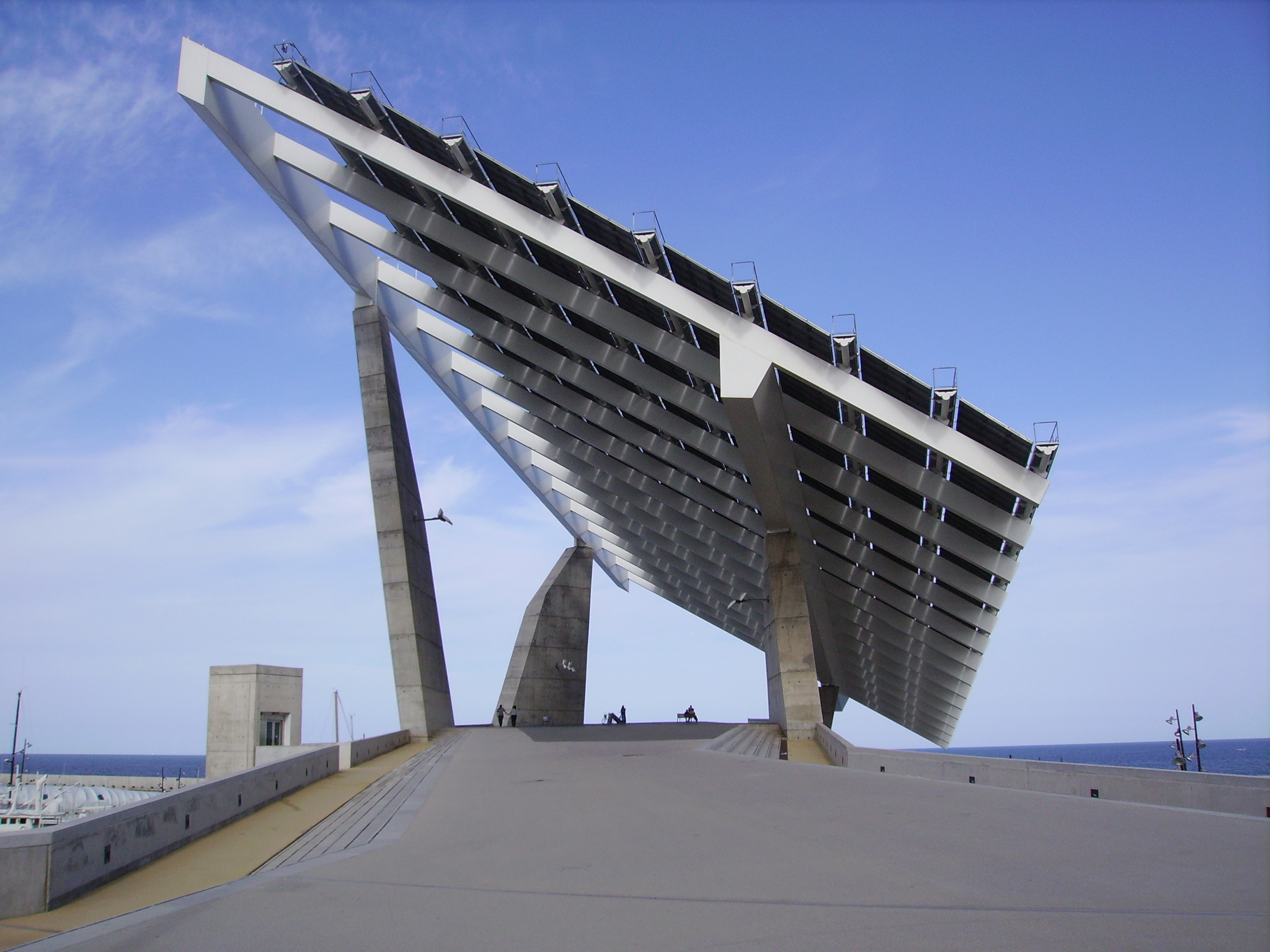
„Placa solar fotovoltaica“ des Forum 2004

Als Ziele wurden die Förderung des Friedens, der nachhaltigen Entwicklung, der Menschenrechte und der kulturellen Vielfalt ausgegeben. Während der 141 Tage des Forums fanden etliche Konferenzen und Kongresse mit Persönlichkeiten aus Kultur, Politik, Religion und Wissenschaft teil.

### Kritik
Nichtregierungsorganisationen wie Amnesty International und Greenpeace boykottierten das Forum wegen seiner kommerziellen Ausrichtung: Zu den Sponsoren der Veranstaltung zählten entwicklungspolitisch umstrittene Unternehmen wie Coca-Cola, Endesa, Indra, Nestlé und Telefónica. Daneben wurden die erhöhten Baukosten (etwa 320 Mio. €) kritisiert. Während der Konzeption ging man von bis zu 25 Millionen Besuchern aus, nach dem Ende des Forums zählte man weniger als 3,5 Millionen Besucher. Zudem misslang die Nachnutzung des Geländes und steht dieses heute, nicht zuletzt aufgrund seiner ungünstigen Lage abseits des Stadtkerns, weitgehend leer.

## Weitere Foren
2007 fand in Monterrey (Mexiko) das zweite Forum der Kulturen statt. Thema war das Zusammentreffen der indianischen und der „weißen“ Kulturen. Das dritte Forum folgte 2010 in Valparaíso (Chile). Weitere Treffen waren für 2013 in Neapel und 2016 in Amman geplant.